# Federico Turrini
Pour l’article ayant un titre homophone, voir Turini.
Federico Turrini (né le 21 juillet 1987 à Livourne) est un nageur italien, spécialité de 4 nages.
Convoqué en équipe nationale en 2005, il participe aux Championnats d'Europe juniors et à ceux en petit bassin de la même année. Il remporte sa première médaille aux Universiades de 2007 à Bangkok.
En octobre 2007, il remporte deux médailles lors des Champpionnats du monde militaires en Inde mais il résulte positif au doping, il est alors disqualifié pour deux ans et ne peut participer aux Jeux olympiques de 2008 auxquels il s'était précédemment qualifié. Sa disqualification achevée, il revient aux compétitions en 2010. Il est alors convoqué aux Championnats d'Europe de Budapest et remporte le bronze sur la distance des 400 m 4 nages en petit bassin à Eindhoven. Le 22 juin 2012, il se qualifie pour les Jeux olympiques de Londres, aussi bien sur 200 m que sur 400 m 4 nages.
Le 24 août 2014, il remporte sa première médaille continentale en grand bassin sur 400 m 4 nages lors des Championnats de Berlin.
Il remporte la médaille d'or lors des Jeux méditerranéens de 2018.

## Palmarès

### Championnats d'Europe

#### En grand bassin
- Championnats d'Europe 2014 à Berlin (Allemagne) :
  -  Médaille de bronze du 400 mètres quatre nages.

- Championnats d'Europe 2016 à Londres (Royaume-Uni) :
  -  Médaille de bronze du 400 mètres quatre nages.

#### En petit bassin
- Championnats d'Europe 2010 à Eindhoven (Pays-Bas) :
  -  Médaille de bronze du 400 mètres quatre nages.

- Championnats d'Europe 2013 à Herning (Danemark) :
  -  Médaille de bronze du 400 mètres quatre nages.